# العلاقات الجزائرية الناميبية
العلاقات الجزائرية الناميبية هي العلاقات الثنائية التي تجمع بين الجزائر وناميبيا.

## مقارنة بين البلدين
هذه مقارنة عامة ومرجعية للدولتين:
| وجه المقارنة                                              | الجزائر                      | ناميبيا      |
| --------------------------------------------------------- | ---------------------------- | ------------ |
| المساحة (كم2)                                             | 2.38 مليون                   | 825.62 ألف   |
| عدد السكان (نسمة)                                         | 38.81 مليون                  | 2.53 مليون   |
| الكثافة السكانية (ن./كم²)                                 | 16.31                        | 3.06         |
| العاصمة                                                   | الجزائر                      | ويندهوك      |
| اللغة الرسمية                                             | اللغة العربية، لغات أمازيغية | لغة إنجليزية |
| العملة                                                    | دينار جزائري                 | دولار ناميبي |
| الناتج المحلي الإجمالي (بليون دولار)                      | 170.37 مليار                 | 13.24 مليار  |
| الناتج المحلي الإجمالي (تعادل القوة الشرائية) بليون دولار | 582.63 مليار                 | 25.60 مليار  |
| الناتج المحلي الإجمالي الاسمي للفرد دولار أمريكي          | 4.21 ألف                     | 4.67 ألف     |
| الناتج المحلي الإجمالي للفرد دولار أمريكي                 | 14.19 ألف                    | 9.96 ألف     |
| مؤشر التنمية البشرية                                      | 0.745                        | 0.628        |
| رمز المكالمات الدولي                                      | +213                         | +264         |
| رمز الإنترنت                                              | .dz                          | .na          |
| المنطقة الزمنية                                           | ت ع م+01:00                  | ت ع م+02:00  |

## منظمات دولية مشتركة
يشترك البلدان في عضوية مجموعة من المنظمات الدولية، منها:
| علم المنظمة | اسم المنظمة                        | تاريخ انضمام الجزائر | تاريخ انضمام ناميبيا |
| ----------- | ---------------------------------- | -------------------- | -------------------- |
|             | يونسكو                             | 15 أكتوبر 1962       | 2 نوفمبر 1978        |
|             | وكالة ضمان الاستثمار متعدد الأطراف | 4 يونيو 1996         | 25 سبتمبر 1990       |
|             | الأمم المتحدة                      | 8 أكتوبر 1962        | 23 أبريل 1990        |
|             | الاتحاد البريدي العالمي            | ?                    | ?                    |
|             | البنك الدولي للإنشاء والتعمير      | 26 سبتمبر 1963       | 25 سبتمبر 1990       |
|             | الاتحاد الدولي للاتصالات           | 3 مايو 1963          | 25 يناير 1984        |
|             | منظمة حظر الأسلحة الكيميائية       | ?                    | ?                    |
|             | مؤسسة التمويل الدولية              | 23 سبتمبر 1990       | 25 سبتمبر 1990       |
|             | منظمة التجارة العالمية             | ?                    | ?                    |
|             | منظمة الشرطة الجنائية الدولية      | ?                    | ?                    |
|             | الاتحاد الأفريقي                   | 25 مايو 1963         | ?                    |
|             | البنك الإفريقي للتنمية             | ?                    | ?                    |

## وصلات خارجية
- موقع وزارة الخارجية الجزائرية